# بقراط

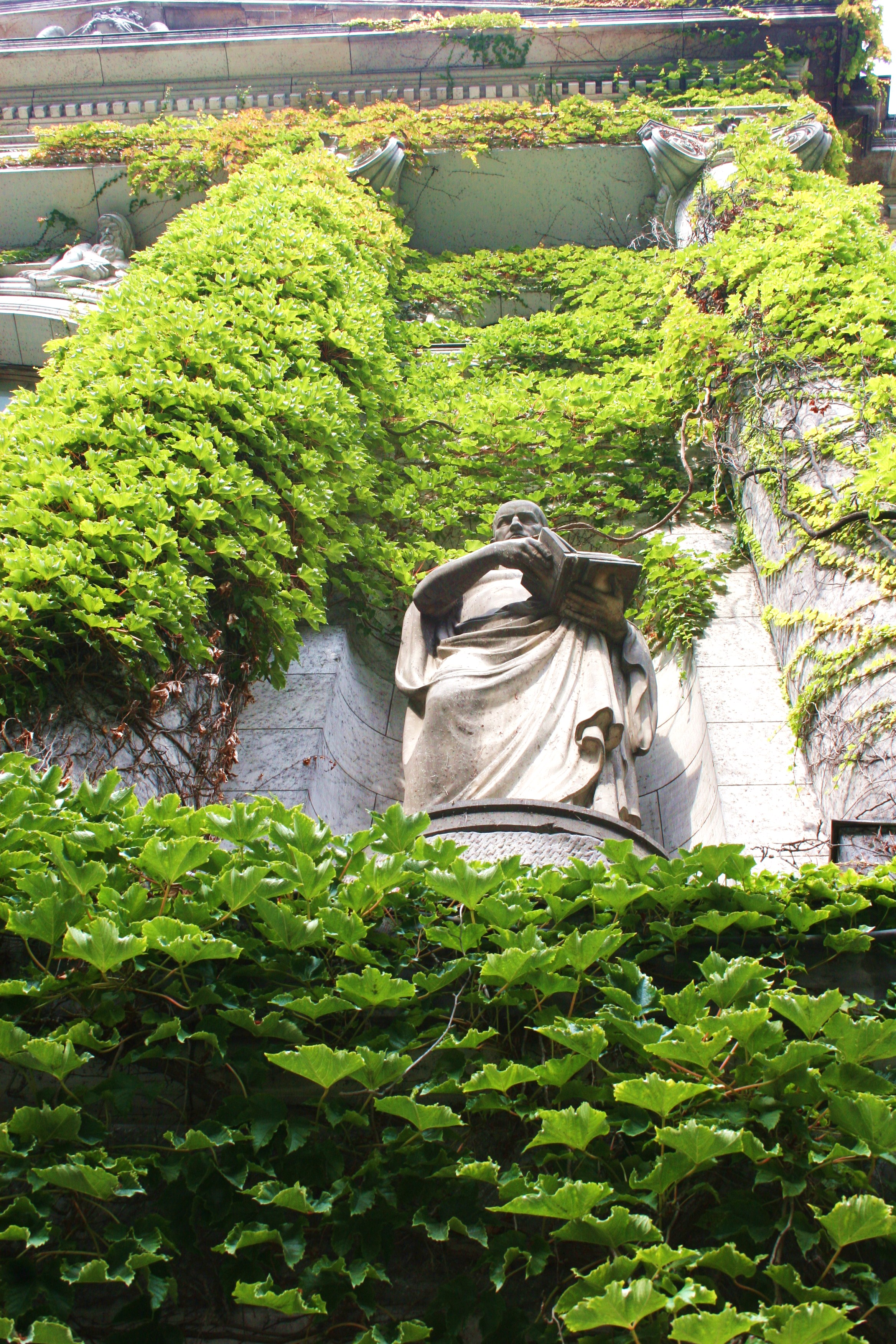
تندیسی از بقراط حکیم در کتابخانه دولتی برلین.

بقراط یا هیپوکراتیس (‎/hɪˈpɒkrətiːz/‎; زبان یونانی: Ἱπποκράτης ὁ Κῷος&nbsp;Hippokrátēs ho Kôios; ح. 460 – c. 370 پ.م.) که همچنین به عنوان بقراط دوم شناخته می‌شود، یک پزشک یونانی در دوره کلاسیک بود که او را یکی از برجسته‌ترین شخصیت‌ها در تاریخ پزشکی به حساب می‌آورند. از بقراط به عنوان «پدر علم پزشکی» نیز یاد می‌شود، زیرا نقش بسیار پررنگی در پیشرفت موضوعات مختلف پزشکی مانند استفاده از پیش‌آگهی، معاینه بالینی، طبقه‌بندی سیستماتیک بیماری‌ها و مزاج‌شناسی صورت داده‌است. مکتب پزشکی بقراطی، پزشکی یونان باستان را متحول کرد و آن را به عنوان رشته‌ای متمایز و حرفه‌ای مجزا از سایر رشته‌هایی که در گذشته با آن مرتبط می‌دانستند (کرامات و فلسفه) معرفی نمود.

## زندگی
مورخان اتفاق نظر دارند که بقراط در حدود سال ۴۶۰ پیش از میلاد در جزیره کوس زاده شد و تاریخ‌های دیگر کمتر مورد قبول هستند.
سورانوس، پزشک یونانی سده دوم، نخستین زندگی‌نامه‌نویس بقراط بود و منبعِ بیشترِ اطلاعات شخصی دربارهٔ او به‌شمار می‌آید. زندگی‌نامه‌های بعدی مانند سودا و اثری از جان تیتز به ترتیب در سده ۱۰ و ۱۲ پس از میلاد است، نوشته شده‌اند. از بقراط در نوشته‌های دو تن از معاصرانش، افلاطون در پروتاگوراس و فایدروس و کتاب سیاست ارسطو، که مربوط به سده چهارم پیش از میلاد است، نیز یاد شده.
سورانوس نوشته‌است، پدر بقراط هراکلیدس، مادرش پراکسیتلا (دختر تیزان) و دو پسر بقراط، تسالوس و دراکو، و دامادش، پولیبوس، شاگردان او بودند. به گفته جالینوس، در حالی که تسالوس و دراکو هر کدام پسری به نام بقراط داشتند (بقراط سوم و چهارم) اما پولیبوس جانشین واقعی بقراط بود.
بقراط پس از آموختن علوم در مکتب پدر، نزد دیمقراطیس (دموکریت)، فیلسوف بزرگ به‌تحصیل پرداخت و مدتی به‌عنوان پزشک دوره‌گرد در سرزمین یونان و آسیای صغیر به سیاحت و طبابت پرداخت. وی از شاگردان اسقلبیوس دوم و معاصر افلاطون بود. ظهور بقراط در سال ۹۶ تاریخ بختنصر بود و این سال مطابق با چهاردهمین سال سلطنت اردشیر یکم هخامنشی شاهنشاه ایران است. پسران بقراط، به‌نام‌های دراکون و تسالوس، همچنین دامادش پلیبوس سنت خانوادگی را ادامه دادند.
وی در شهر لاریسا به‌سال ۳۷۵ (پیش از میلاد) درگذشت. یحیی نحوی می‌گوید:
«بقراط هفت‌تن از هشت‌تن طبیب عقیب اسقلبیوس مخترع طب است و جالینوس هشتمین آن‌هاست. جالینوس درک خدمت بقراط نکرده و مابین آن‌دو، ۶۶۵ سال فاصله‌است و بقراط ۹۵ سال بزیست. تا شانزده‌سالگی تحصیل می‌کرد و پس از آن مدت ۷۶ سال عالم و معلم بود و اولاد صلبی او سه تن بودند: تاسلوس، دراقن و دختری به نام مایاارسیا و این دختر اعلم از دو برادر خویش بود؛ و از نوادهٔ بقراط، بقراط بن تاسلوس و بقراط بن دراقن است؛ و به‌خط اسحاق دیده شد که بقراط نود سال عمر کرده‌است. برخی از شاگردان بقراط عبارت‌اند از: لاذن، مرجس، ساوری، مکسانوس، مانیسون، اسطاط، غورس، سنبلقیوس، ثاثالس و فولوس. مفسرین کتب او عبارت‌اند از: سنبلقیوس، سنطالس، دیسقوریدس اول، طیماوس الفلسطینی، مانطیاس، ارسطراطس ثانی، قیاسی، بلادیوس که فصول بقراط را تفسیر کرده‌است و جالینوس.»

## مراتب علمی
او امروزه بیشتر به عنوان «پدر علم طب نوین» شناخته می‌شود، وی در زمان خود احاطهٔ کامل بر دانشِ پزشکیِ علمی و تجربی داشته و به‌لحاظ تشریح و نقد علمی شناخت بیماری‌ها سرآمد بود.
تالیفات بسیاری به بقراط نسبت داده‌اند و برخی از آن‌ها به دیگر زبان‌ها ترجمه شده‌است. سوگندنامهٔ وی هنوز هم در جهان دانش از اهمیت به‌سزایی برخوردار است.
نیز یحیی نحوی گوید:
«بقراط وحید عصر خویش و کامل و فاضل و مبین و معلم همه اشیا و در این کمالات ضرب‌المثل بوده و طبیب و فیلسوف بود و کار او بدانجا کشید که مردم او را چون خدایی بپرستیدند و حکایت او دراز است و در صناعت قیاس و تجربت، او را قوتی عجیب بود که هیچ طاعنی را در آن طعنی نتواند بود و او اول کس است که به بیگانگان طب آموخت، چنان‌که در کتاب عهد خویش به‌اطباء بیگانه گفته‌است تا مبادا علم طب از میان برود و آنان را به نظرِ فرزندانِ خویش می‌دید.»